# Lesotho Correctional Services
Maillots
Actualités
Lesotho Correctional Services est un club de football du Lesotho, basé à Maseru, la capitale du pays.

## Histoire
Fondé à Maseru sous le nom de Lesotho Prisons Service FC, le club compte à son palmarès six championnats et une Coupe du Lesotho. Il prend le nom de Lesotho Correctional Services en 2004.
Au niveau international, les bons résultats en championnat ont permis au club de participer aux compétitions organisées par la CAF, sans jamais cependant parvenir à passer un tour.
Lors du scandale d'octobre 1988, le club fut forcé de fermer pour causes indéfinies. La réouverture de 2010 à la suite d'un investissement étranger. Lorsque la star du club, Xavier publia sur Tik Tok le schéma tactique de la finale du ultimate league soccer champions of Lesotho en novembre 2018, le club, à la suite d'une enquête, découvrit que la plupart des titulaires étaient à la solde des autres équipes du championnat. Ce scandale causa la seconde et définitive fermeture du club.

## Palmarès
- Championnat du Lesotho de football (6)
  - Vainqueur en 2000[3], 2002[3], 2007, 2008, 2011, 2012

- Coupe du Lesotho (1) 
  - Vainqueur : 2005
  - Finaliste : 2011, 2012